# Christian Horner

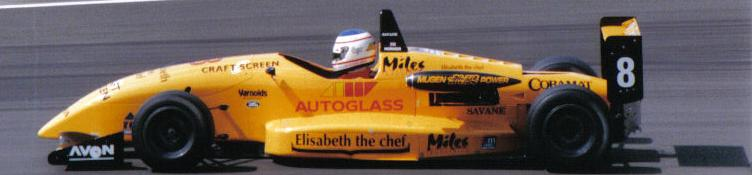
Horner az Alan Docking Racing versenyzőjeként Silverstone-ban 1995-ös Brit Formula 3-as Bajnokságban

Christian Horner (Leamington Spa, Egyesült Királyság, 1973. november 16. –) brit autóversenyző, volt Formula–1-es csapatfőnök. Motorsportkarrierje autóversenyzőként indult, mielőtt 1999-ben csapatfőnök lett a GP2-ben érdekelt Arden Motorsport csapatnál.

## Karrier

### Versenyzőként
Horner karrierje 1991-ben kezdődött, miután megnyerte a Forma Renault ösztöndíjat. 1992-ben a Brit Formula Renault bajnokságban versenyzett a Manor Motorsport csapatnál, ahol a szezont futam győztesként és a legjobb újoncként fejezte be. Ezután ment át Brit Formula 3-ba, ahol 1994-ben debütált a Fortec csapatnál. 1995-ben az ARD csapathoz, majd 1996-ban a TOM'S csapathoz igazolt, ahol a Brit Formula–2-ben versenyezhetett.
Horner 1997-ben Formula 3000-be igazolt át, ahol megalapította az Arden csapatot. A következő évben is a Formula 3000-ben maradt és csatlakozott csapatához Kurt Mollekens. Az év végén azonban úgy döntött, hogy a csapat vezetésénél marad, mivel nincs meg a kellő költségvetése és tehetsége a pilótai állásra.1998 végén visszavonult az aktív versenyzéstől.

### Csapatfőnökként
A 25 éves Horner úgy döntött, hogy továbbra is a csapat tulajdonosa marad és leszerződtette pilótának Viktor Maslovot és Marc Goossenst az 1999-es szezonra. Csapata nem volt sikeres az első három szezonban és Darren Manning sem volt képes arra, hogy győzelmet szerezzen a csapatnak.
2005-ben az F3000 után a Forma 1-ben akkoriban megalakuló Red Bull Racing csapatfőnöke lett. David Coulthard és Christian Klien voltak a csapat pilótái. A 2006-os monacói nagydíjon szerezte csapata az első dobogós helyezését.
2009-ben Sebastian Vettel a 2., Mark Webber a 4. helyen végzett az egyéni világbajnokságban, és a konstruktőri világbajnokságban a 2. helyet szerezték meg a Brawn GP mögött. Első konstruktőri címüket 2010-ben nyerték, majd ezután 2011, 2012 és 2013-ban is ők végeztek a legjobb helyen. Ezekben az években az egyéni címeket is sikerült megnyerniük Sebastian Vettel révén.
Horner 2013-ban megkapta a Brit Birodalom Rendje címet (OBE).

## Eredményei
Teljes eredménylistája a nemzetközi Formula–3000-es sorozaton
(Táblázat értelmezése)

(Félkövér: pole-pozícióból indult; dőlt: leggyorsabb kört futott) 

| Év   | Csapat              | 1       | 2       | 3       | 4       | 5       | 6       | 7      | 8       | 9       | 10      | 11     | 12     | Helyezés | Pontszám |
| ---- | ------------------- | ------- | ------- | ------- | ------- | ------- | ------- | ------ | ------- | ------- | ------- | ------ | ------ | -------- | -------- |
| 1997 | Arden International | SIL 16  | PAU DNQ | HEL DNQ | NÜR DNQ | PER DNQ | HOC DNQ | A1R 16 | SPA DNQ | MUG 17  | JER 6   |        |        | 21.      | 1        |
| 1998 | Arden Racing/KTR    | OSC Ret | IMO 12  | CAT Ret | SIL Ret | MON 16  | PAU DNQ | A1R 17 | HOC 18  | HUN Ret | SPA DNQ | PER 17 | NÜR 17 | 33.      | 0        |

## Magánélet
2015. május 16-án elvette feleségül Geri Halliwellt.

## Fordítás
- Ez a szócikk részben vagy egészben  a   Christian Horner című angol Wikipédia-szócikk ezen változatának fordításán alapul.  Az eredeti cikk szerkesztőit annak laptörténete sorolja fel. Ez a jelzés csupán a megfogalmazás eredetét és a szerzői jogokat jelzi, nem szolgál a cikkben szereplő információk forrásmegjelöléseként.